# Ascânio MMM

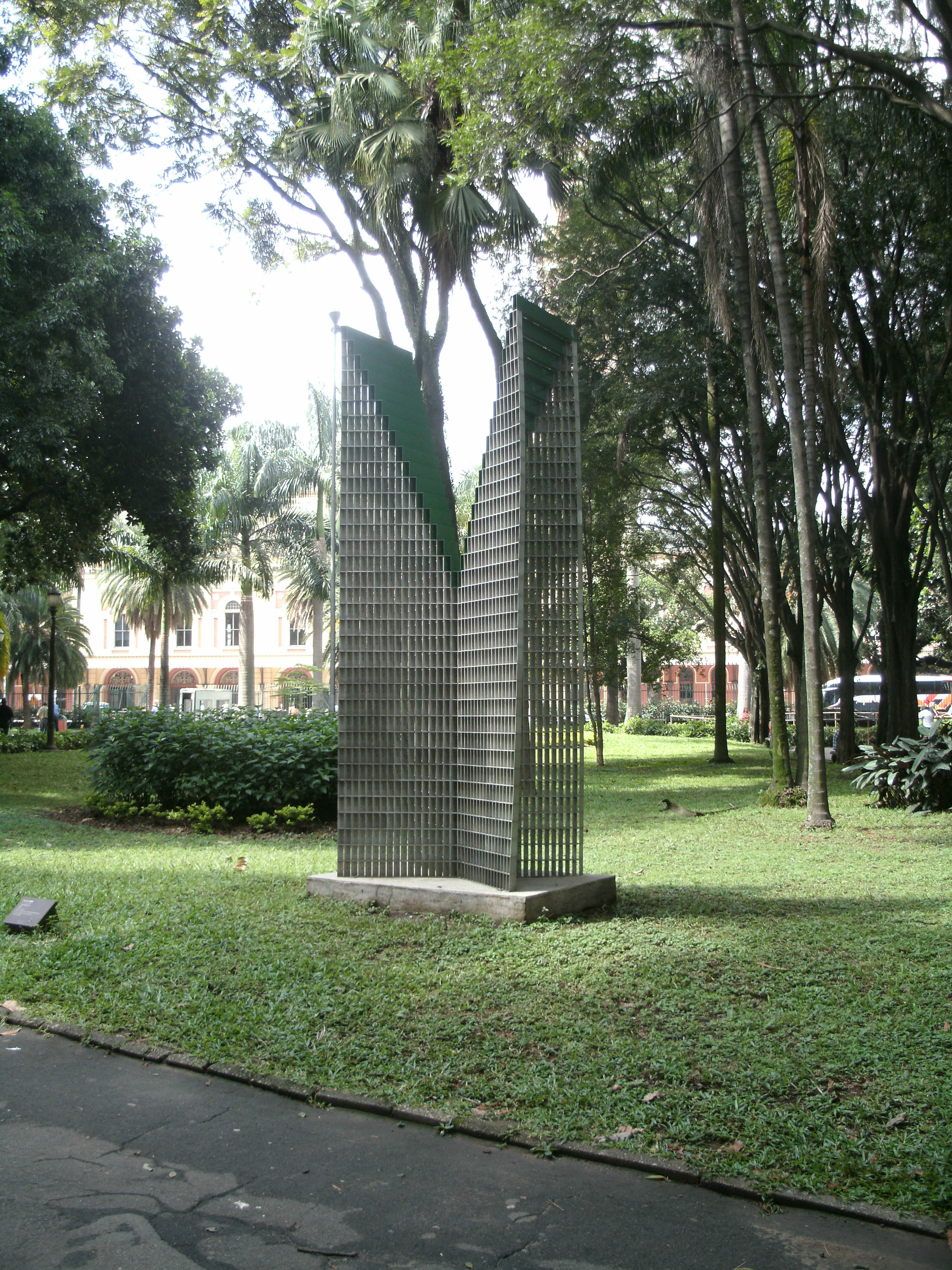
Piramidal 34, alumínio (Jardim da Luz, São Paulo)

Ascânio Maria Martins Monteiro (Fão, Portugal, 16 de setembro de 1941 (83 anos)) é um artista plástico cuja obra foi construída na interseção entre arquitetura e escultura. Expoente do construtivismo, é celebrado como um importante escultor brasileiro. Seus trabalhos de maior relevância e destaque são esculturas em espaços públicos, como na sede da Prefeitura da Cidade do Rio de Janeiro e a Módulo Rio, no pátio do Edifício Argentina, na Praia de Botafogo, RJ. Atuante desde a década de 60, trabalha diariamente no seu ateliê e participa de diversas exposições no Brasil. 

## Esculturas em espaços públicos

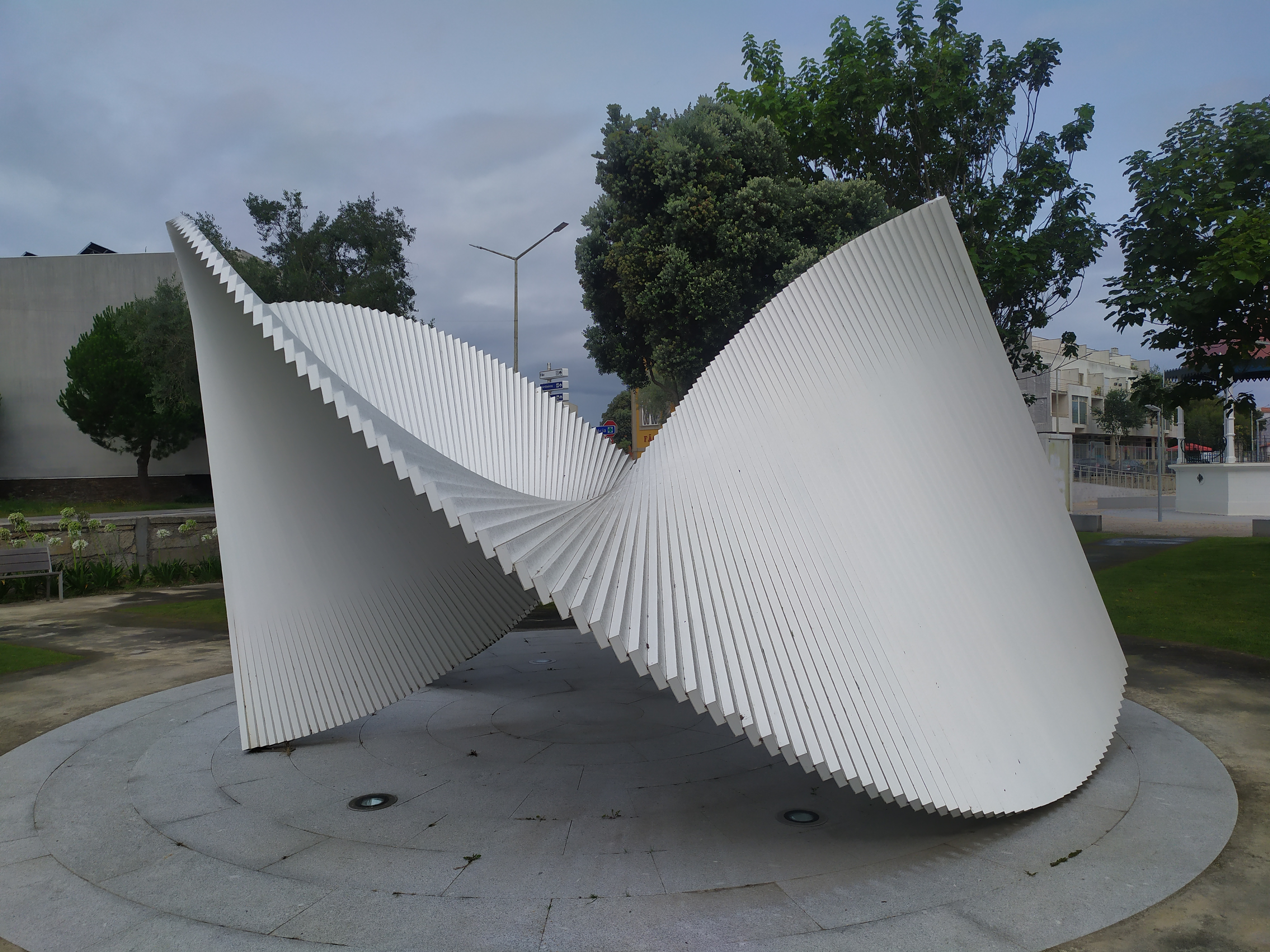
Escultura em Fão

Falar no nome de Ascânio MMM significa pensar em esculturas em espaços públicos. Até a década de 90, ele e Franz Weissmann foram os artistas com presença de esculturas construtivas em espaços públicos do Brasil. Em depoimento para Paulo Herkenhoff, é o próprio artista quem afirma que sua obra tornou-se mais conhecida através das oito esculturas em espaços públicos do que através de dezenas de exposições que ele participou em museus e galerias. 
As obras públicas de Ascânio estão espalhadas por cidades como Rio de Janeiro, Lisboa, Fão (vila natal) e Tóquio. No Rio de Janeiro, cidade onde o artista reside, seus trabalhos já são referências na paisagem da cidade.
Módulo Rio foi instalada na Praia de Botafogo, no pátio do Edifício Argentina. Segundo o artista, foi pedido uma escultura que acompanhasse a verticalidade dos edifícios, mas ele ficou “ preocupado com a altura dos prédios. Não podia confrontá-los. Os arquitetos do prédio, quando me chamaram para apresentar o projeto, queriam que eu fizesse uma escultura com tendências para verticalidade acompanhando os prédios e as palmeiras. Consegui convencê-los a a colocar uma escultura mais horizontal que se esparramasse no chão, para evitar o confronto com a verticalidade dos prédios e e dialogar com o entorno. Falei da minha experiência com a Praça da Sé e eles concordaram. Essa escultura está montada no piso de granito comum aos pedestres. Parece que desceu do pedestal para dialogar com as pessoas que passam diariamente pelo local”.
Essa fala do artista explicita um traço marcante de sua obra: a preocupação com a relação com o espectador e a com o espaço no qual as obras são exibidas ou instaladas, evidenciando o nexo indissociável entre arte e arquitetura que acompanhou todo o seu percurso de criação.
Com essa escultura, o artista apresenta a teoria por detrás da sua obra, ao afirmar que ele sente “que há uma distância entre a obra exposta em museus – espaços fechados – e espaços abertos. A sensação que eu tenho  é que, no primeiro caso, a pessoa vai ao seu encontro, e no segundo a obra vai ao encontro da pessoa. As pessoas que circulam na cidade ganham intimidade com a obra.”

Essa relação com o social, com o outro, e com o potencial educativo da arte, que elabora nossa forma de ver o mundo, é um caráter essencial da poética de Ascânio MMM. 

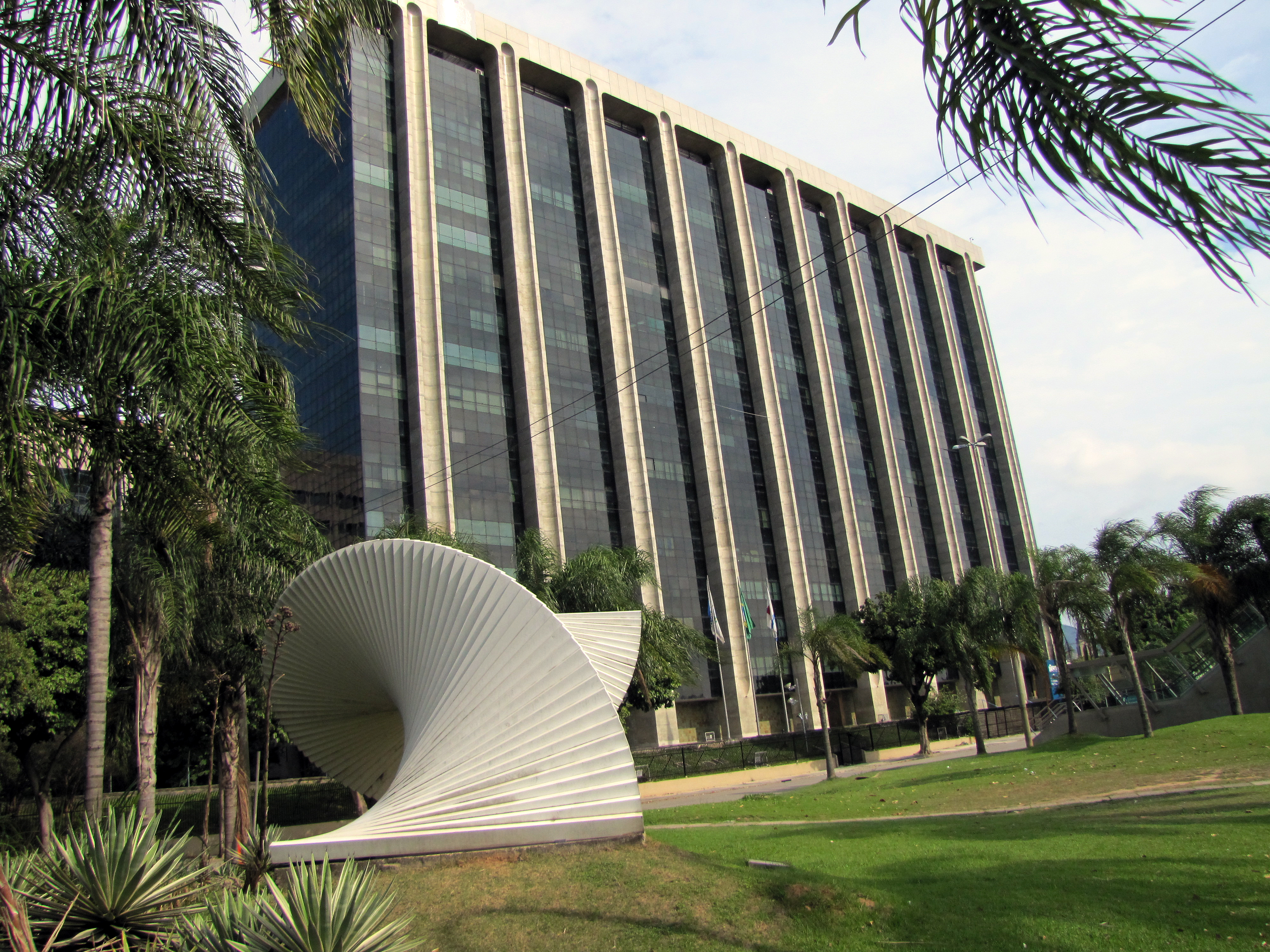
"Integração dos Povos da América Latina", escultura de 1983.
Localizada no Rio de Janeiro

Sua outra famosa escultura, datada de 1983, feita em alumínio, é a "Integração dos Povos da América Latina", que atualmente encontra-se instalada em frente à sede Prefeitura do Rio, um dos prédios mais importantes da cidade, em uma via por onde circulam todos os dias milhares de pessoas.

## Anos de formação e início da carreira (1963-1977)
O artista possui um duplo percurso de formação: a de arquiteto e a de escultor. Em 1963, ingressou na Escola Nacional de Belas Artes (ENBA) da Universidade do Brasil (atual EBA da UFRJ), tendo ficado até 1964. Em 1965, ele entra também na Faculdade de Arquitetura e Urbanismo (FAU) da mesma universidade, onde conclui o curso em 1969. 
Na ENBA, Ascânio se aproximou de uma geração de artistas que vieram a ser fundamentais para a arte brasileira. Frequentavam o círculo universitário Artur Barrio, Antonio Manuel e Raymundo Colares, para citar alguns dos nomes importantes.
Nessa época, há uma confluência e simultaneidade entre seus dois percursos. Na ENBA, ele se interessa por desenho já com o intuito de se tornar arquiteto; do lado da faculdade de arquitetura, o artista realiza uma vontade que vinha desde a infância. O artista, vindo de uma família de imigrantes, almeja uma profissão segura no novo país.
Entre 1965 e 1966, ele divide ateliê com Antonio Manuel e outros alunos da ENBA e recebe o convite de Ivan Serpa para frequentar seu ateliê aos domingos. também frequenta as casas de Raymundo Colares e de Vera Roitman. Junto com esses dois últimos e com as artistas Wanda Pimentel e Odila Ferraz formam um grupo cuja tradição é se encontrar todos os dias no final da tarde no bar do MAM, também frequentado por Mário Pedrosa e Frederico Morais.
O artista participa de salões e exposições, como o I Salão de Abril (MAM/1966), o XV Salão Nacional de Arte Moderna (MEC/1966) e a IX Bienal de São Paulo (1967), para citar alguns, mostrando obras que constrói antes mesmo de se formar, é rapidamente notado pela crítica, sobretudo por Frederico Morais e Francisco Bittencourt, e arremata diversos prêmios, como o Primeiro prêmio para pintura e primeiro prêmio para escultura no I Salão da Faculdade de Arquitetura e Urbanismo UFRJ (1967), cujo júri foi composto por nomes como o de Mário Pedrosa, que era professor da FAU na altura; o Prêmio de Isenção de Júri (1968) e Prêmio de Aquisição no Salão da Bússola do Museu de Arte Moderna do Rio de Janeiro (1969), um dos  mais importantes salões da época.  
Em 1968, constrói a primeira escultura branca. Em 1969, ano de conclusão do curso de Arquitetura, ele realiza sua primeira individual, na Galeria Celina.  São dessa época seus múltiplos e suas Caixas Lúdicas de madeira, as quais o espectador pode movimentar quadrados de diferentes tamanhos, formando desenhos variados e, portanto, objetos manipuláveis que ele cria por referência ao conceito de participação do espectador, caro a uma artista como Lygia Clark, que cria seus Bichos entre os anos 1960 e 1964.
Por ocasião dessa primeira exposição, o crítico Francisco Bittencourt define o artista como “um dos nomes mais representativos da vanguarda visual brasileira”, justificando que ele “foi o escolhido para esta exposição de encerramento que tantos elogios recebeu da crítica e do público”. Já Frederico Morais, ao apresentar o artista, classifica a obra do artista como a “expressão pura entre a forma e a lei, uma obra de arte como realidade que pode ser controlada e observada".
Em exposição na Galeria Banerj ao lado de outros artistas 20 anos depois, em 1986, a “Depoimento de uma geração (1969/1970)”  o próprio artista relembra esse período inicial dos anos de formação.  A exposição se chamava “Depoimento de uma geração (1969/1970)”, curada por Frederico Morais. Ascânio MMM participa ao lado de uma série de artistas como Antonio Manuel, Artur Barrio, Cildo Meireles, Wanda Pimentel e a proposta da coletiva era discutir o trágico período pós AI-5 no Brasil, apontando os caminhos que o grupo de artistas trilhou naquele momento político de endurecimento e ataque à cultura.
Em depoimento para a Galeria Banerj, o artista recorda como, em 1968, a situação chegava ao extremo. A geração anterior que foi a referência do artista estava fora do país e uma parte dos estudantes universitários havia sumido da universidade. Os militares fecharam a pré-Bienal de Paris no MAM, que havia escolhido a representação brasileira para a Bienal. Muitos artistas ficaram pressionados pela repressão e os que puderam saíram do país. Ascânio era diretamente envolvido na política estudantil, participou do velório de Edson Luís, estudante morto pela ditadura no Restaurante Calabouço, e pertencia ao grupo responsável pela parte gráfica do jornal do Diretório Acadêmico da FAU às vésperas do AI-5. Mesmo com esse cenário contraditório, o artista segue produzindo, participando de exposições e recebendo prêmios e ótimas resenhas.
Nos primeiros anos após conclusão do curso na FAU, o artista se mudou para Vitória-ES onde trabalhou como arquiteto em uma empresa terceirizada pela Companhia Vale do Rio Doce. Sua formação em arquitetura permitiu que ele se estruturasse 1977, quando decide o seu caminho definitivamente pela escultura e pelas artes visuais. Como recorda, foi uma decisão difícil porque ele tinha um salário mensal e fez a opção de abdicar dele, buscando outras vias para se estabelecer como artista. No entanto, a relação entre o escultor e o arquiteto tem uma saudável parceria, como uma relação construtiva.

## O desenvolvimento da carreira (1970-1979)
Apesar de um curto percurso, os anos 70 marcam um período de maturidade para o artista. O pontapé inicial da década é o VII Resumo JB uma mostra coletiva promovida pelo Jornal do Brasil de ampla visibilidade, na qual 17 críticos escolheram as 15 melhores exposições individuais do ano Em 1971, é convidado por Walter Zanini para expor pela primeira vez fora do país, na 11ª Bienal de Antuérpia.
No ano seguinte, uma exposição sua em uma galeria do Rio, a Grupo B, ganha contornos históricos importantes: o catálogo tem textos de Antonio Manuel e de Lygia Pape, que, além de assinar o texto, também faz a programação visual e dirige uma série de fotografias do artista que atualmente pode ser considerada valiosa do ponto de vista cultural. A artista chamou o fotógrafo Sebastião Barbosa para fazer as fotografias e nas imagens, o artista empunha uma furadeira como se estivesse efetuando o mesmo gesto de apontar uma arma. No contexto político brasileiro, com artistas perseguidos e exilados, Lygia, ao fotografar Ascânio e tendo sido presa nos anos de chumbo, enviava uma mensagem clara: a obra do artista é a sua arma; e a arte jamais se dobraria ao autoritarismo vigente.
Ainda nessa conjuntura, entre 1975 e 1976, acontecem duas manifestações de artistas animam o cenário das artes brasileiras. Depois do boicote internacional à Bienal de São Paulo e o fechamento da Bienal da Bahia por parte da censura imposta pela ditadura, a classe artística se rebelou contra o prefácio do catálogo da XIII Bienal Internacional de São Paulo. Uma nova geração de artistas, dentre eles Ascânio MMM, Paulo Herkenhoff, Tunga, Antonio Manuel, Waltercio Caldas, Ana Maria Maiolino, Cildo Meireles, em protesto contra o novo Salão Agora I/Brasil 70/75 patrocinado pelo Jornal do Brasil e pela Light, em substituição ao Salão de Verão, a ser inaugurado no MAM, se recusou a participar.
Em 1976, ao artista ganha sua primeira individual em uma instituição de peso, o Museu de Arte Moderna do Rio de Janeiro (MAM). Com texto do crítico Frederico Morais, os trabalhos de Ascânio MMM trazem a marca de “um construtivismo pobre e brasileiro”, tão bem notada por Morais. A expressão “construtivismo pobre” acabou sendo definitiva e foi citada por diversos críticos para se referir ao trabalho do artista posteriormente, como Francisco Bittencourt e Paulo Herkenhoff.
No texto de Morais, o crítico chama atenção para o uso da desprezada ripa de madeira, material fundamental usado pelo artista para construir suas esculturas. Esse material não-nobre evocaria um compromisso com a realidade social brasileira e a obra do artista transitaria entre a vontade construtiva e o barroco, oscilando entre o rigor da escultura e o fascínio dos movimentos de luz e sombra convocados pelo olhar. O crítico ainda o compara a Alfredo Volpi, afirmando que a têmpera está para Volpi como a ripa está para Ascânio. Vê no trabalho do artista um eco do concretismo de Volpi, um “comportamento algo proletário e artesanal”.
Ainda nesse mesmo ano, Ascânio MMM expõe na Galeria Arte Global em São Paulo e Francisco Bittecourt, outro entusiasta do começo de sua carreira, descreve suas obras como “desafio em ligar formas diferentes e até conflitantes num delicado equilíbrio”.

## A consolidação do artista (1980-1989)
Já sedimentado como um artista de peso no cenário artístico brasileiro, Ascânio MMM se envolve junto com Kate Sherpenberg, Orlando Mollica, Luiz Americo Guandenzi  como signatário do manifesto “ Por um MAM para a Cidade do Rio de Janeiro”, com o intuito de estudarem a viabilidade de novos lugares para expor artes plásticas, reafirmando seu compromisso não só com a visibilidade dos novos artistas, mas também com a difusão e a democratização do acesso da arte para o grande público.
Em 1981, Ronaldo do Rêgo Macedo, ao escrever sobre a individual do artista na Galeria Paulo Klabin, chama atenção para dois elementos que convivem nos trabalhos do artista: uma “poética da flexão, da torção e da dobra “e uma “obra elaborada a partir de um motivo central: a luz”.  Atenta também para uma “reunião cordial de forças oponentes”, “entre o cálculo e a ação”, traços que acompanhariam sua extensa produção e que foram notados por muitos estudiosos.
Em 1982, é convidado para atuar como arquiteto e reformar a Sala Bernadelli no Museu Nacional de Belas Artes (MNBA). Além disso,  organiza o catálogo e a exposição de Marc Ferrez na galeria do museu.
No ano seguinte, inaugura a maior escultura de alumínio ao ar livre do Rio, Módulo Rio, abrigada até os dias de hoje no Edifício Argentina, no Centro Empresarial Rio, a convite dos arquitetos do prédio Claudio Fortes e Roberto Vitor.
O ano de 1984 marca uma virada significativa em sua produção quando ele apresenta suas “Fitangulares”, com as quais  o artista abandona as ripas pintadas de branco – que marcaram definitivamente a primeira fase do seu trabalho, conhecida como “Fase branca”, para utilizar  diferentes tipos de madeira exposta na cor crua, com seus veios aparentes.  Segundo o crítico e curador Marcio Doctors, esse novo momento  põe em evidência a paixão pela madeira, leva “o material às infinitas possibilidades”. Há aqui um segundo aspecto, que apresenta uma inversão do trabalho: “se, antes, as ripas espalhavam-se em leque em torno de um eixo, agora elas se fecham para juntas formarem um grande eixo sólido” e o crítico define Ascânio MMM como um “operário das próprias esculturas”.
Em 1985, o artista é convidado para  assinar um dos troféus da Funarj, o Troféu Almirante. No mesmo ano, idealiza na Petite Galerie, junto de Adriano de Aquino e Ronaldo do Rego Macedo, uma exposição chamada “Encontros” em homenagem à Maria Leontina, falecida aos 67 anos.
No catálogo de 1986, que acompanha sua exposição na Petite Galerie, Frederico Morais elenca três questões na fase atual do artista: um desdobramento mais austero das fitangulares, com esculturas que serpenteiam pelas parede; o lado pictórico da escultura e o uso de diferentes ripas de diversas tonalidades de madeira
Em 1989, expõe no Instituto de Arquitetos do Brasil e Wilson Coutinho analisa sua obra pela perspectiva de uma aproximação com o minimalismo, devido ao fato do artista trabalhar com um único elemento, a ripa de madeira. Paralelo a isso, ele identifica um uma certa fenomenologia do material, uma vontade ir à coisa mesma,  que ele retira do filósofo Edmund Husserl. Coutinho comparou as Piramidais, a nova pesquisa do artista, à Coluna Infinita de Brancusi, afirmando que tal como esta, a forma piramidal pode expandir-se ao infinito, no seu desejo de desdobrar-se rumo ao céu.
Essa exposição seria inaugurada também em Lisboa e, novamente, Wilson Coutinho faria a apresentação. Como escreve o crítico, Ascânio MMM “introduz o espectador entre rigor e desordem: sinuosos movimentos, curvas e semi-curvas, torção calculada, que desregula o olhar: é como um geômetra que joga dados”.

### Galeria do Centro Empresarial Rio
Durante a década de 80, Ascânio manteve dois projetos paralelos ao trabalho de artista. Dirigindo, produzindo catálogos e curando exposições em duas galerias no Rio de Janeiro. Com Ronaldo do Rego Monteiro, desenvolveu programas curatoriais primeiro na sede do Instituto dos Arquitetos do Brasil ( 1981-1982) e depois na Galeria do Centro Empresarial Rio (1983-1989).
Na primeira, expôs figuras importantes da arte brasileira como Franz Weissmann, que inaugurou o espaço, Ione Saldanha, Joaquim Tenreiro e Abraham Palatnik e Maria Leontina, em 1982. Esse programa, sempre acompanhado de catálogos bem executados, integrava as artes plásticas nos debates sobre arquitetura e urbanismo, como salienta Paulo Herkenhoff.
Com o intuito de entender o circuito das artes e de compreender como funcionava a dinâmica entre artistas e galerias, Ascânio MMM se tornou ele mesmo, por um tempo, galerista. Em parceria com o empresário João Fortes, nasceu a Galeria do Centro Empresarial Rio. Esse espaço foi responsável por movimentar a cena artística do Rio de Janeiro na década de 80, onde foi desenvolvido um programa curatorial de arte abstrato-geométrica, além de garantir o lançamento de artistas sem visibilidade, o que fez com que muitos artistas conhecidos do meio atualmente tenham tido sua primeira individual lá, sob a direção de Ascânio e Ronaldo. Artistas como João Modé, Sandra Kogut, Daniel Senise, Arthur Barrão e Angelo Venosa são alguns dos nomes que foram selecionados para exposições individuais.
Na Galeria do Centro Empresarial Rio, foram organizadas cerca de 60 exposições, entre elas Brasil Hightech, com participação de Julio Plaza e de Eduardo Cáqui, e Tendências da Arquitetura Portuguesa. Havia ainda nesse programa curatorial exposições coletivas chamadas Novos novos, coletivas que tiveram participação de Adriana Varejão, Brígida Baltar, Márcia X, entre outros,  reforçando o compromisso do artista em ser manter contemporâneo ao seu próprio tempo e servindo de plataforma para jovens artistas que não gozavam de visibilidade e careciam de lugares para expor seus trabalhos.
Esse trabalho junto à Galeria merece destaque na biografia de Ascânio MMM tanto quanto suas obras, tendo em vista que essa programação sustentou o debate em torno das principais questões estéticas do período.

## A década dasPiramidais(1990-1999)
Os anos 90 começam com uma série de exposições da série Piramidais, incluindo a instalação de esculturas públicas desse perfil.
Em 1993, Ascânio MMM instala a escultura Piramidal 1/1989 na sede do prédio da Nissin, em Tóquio, após dois anos de negociações. No mesmo ano, instala mais uma escultura na sede da Caixa Geral de Depósitos de Lisboa.
Em 1994, é inaugurada no Museu de Arte Moderna do Rio de Janeiro a exposição Grandes piramidais, com curadoria de Fernando Cocchiarale. No catálogo, Cocchiarale vê na obra de Ascânio  “uma genealogia de um construtivismo sem projeto ou programa para além da persistência de formas anteriormente trilhadas”, saudando no trabalho de Ascânio MMM uma tarefa incansável na direção contrária ao engessamento formal e ao enclausuramento dogmático, uma vez que, apesar de ser próximo de gerações de artistas brasileiros e apontar explicitamente as influências de que é tributário, o artista nunca se filiou rigidamente a um movimento propriamente dito.
Embora seja rotulado como construtivista, é o próprio artista que salienta que sua obra é marcada pela informalidade característica do construtivismo brasileiro, diferente do construtivismo europeu. Influenciado pela cidade do Rio de Janeiro, pelo carnaval de rua”, lembrando Hélio Oiticica.  Se há, de fato, um preceito ou dogma, ele prega liberdade no manuseio das formas.
Por sua vez, é preciso não isolar o artista da história do construtivismo, a firmando que ele possui ligação indissociável com esse movimento da história da arte. Ligação indissociável com a história do construtivismo na arte. De raízes soviéticas, esse projeto estético e político foi testado mais uma vez em função da modernização recente de alguns países periféricos influenciados também pela Bauhaus, nas décadas de 50  e 60.
No Brasil, entre o concretismo paulista, o neoconcretismo carioca, a  consolidação paralela  da arquitetura e do urbanismo modernos, a construção de Brasília e as produções de artistas não vinculados a movimentos, Ascânio quem mais seguiu o construtivismo histórico: repetição seriada de um único material; fusão entre arte e arquitetura; facilitação do artesanal em detrimento da indústria, incorporação das falhas ou desvios, e a presença do artista em todas as etapas.
Em 1996, por ocasião da exposição do Atelier Finep no Paço Imperial, a crítica Aracy Amaral descreve Ascânio como um indivíduo sempre habitado pelo alter ego de um arquiteto, mas não a serviço de uma construção com utilidade, mas muito mais de arquitetura inútil e utópica e, portanto, a serviço da arte.
Em 1997, é convidado a instalar uma escultura na frente da Catedral da Avenida Chile, no Rio de Janeiro, mas por pedido de Dom Eugênio Sales, que queria uma estátua do Papa no local, ela é transferida para a área em frente ao Centro Administrativo Rio, a Prefeitura, e se torna uma das principais esculturas públicas da cidade.
A década de 90 se encerra para o artista com dois eventos. O primeiro  é uma individual do artista no Museu de Arte Moderna do Rio de Janeiro com a exposição Piramidais de Ascânio MMM: transparência e opacidade. Sobre essa mostra, o crítico Fernando Cocchiarale descreve as piramidais como uma “apropriação de métodos e técnicas impessoais da indústria para subjetivá-los numa poética visual específica” e também como “invenção que se desdobra a partir de elementos mínimos”. 
O segundo conduz Ascânio MMM de volta a sua terra natal, onde inaugura Piramidal 12.5 no Largo do Cortinhal, em Fão.

## A cor e a nova pesquisa: flexos, qualas e quasos (2000-)
Dois materiais principais são os suportes das esculturas de Ascânio, a madeira e o alumínio. Na década de 60, o artista começa trabalhando com madeira. No início da década de 70, faz as primeiras experimentações com alumínio, como na exposição da Galeria Grupo B. Logo em seguida, retorna à madeira para no começo da década de 80 utilizar novamente alumínio, sobretudo com as esculturas de grandes dimensões para espaços públicos, esculpidas com o metal pintado de branco. É apenas na década de 90 que o artista intensifica sua criação em alumínio, criando estruturas vazadas em alumínio cru, como as piramidais que antes eram esculpidas em madeira.
A virada do século marca, então, uma outra fase: a introdução da cor em suas esculturas nas suas novas pesquisas com alumínio para dar nova vibração ao material.
Um dos traços relevantes que vão acompanhar esse novo período é o destaque do caráter público de sua obra, à maneira de Amílcar de Castro e Franz Weissmann. Segundo David Cury, o artista atualiza o esforço comum do modernismo:  ser o contínuo esgotamento de uma possibilidade.
Em 2008, apresenta sua nova produção -flexos e qualas- e exibe no Museu de Arte Moderna do Rio de Janeiro. Segundo o curador Paulo Herkenhoff, ele utiliza o  conceito de módulo de LeCorbusier como base de todo o seu raciocínio construtivo, e nesse sentido, sua poética é  resultante de sua vontade arquitetônica.
O crítico e curador posiciona Ascânio no corpus brasileiro de relações entre arte e arquitetura da década de 60, junto com Lygia Clark, Helio Oiticica, Cildo Meireles e Umberto Costa Barros.
Nos flexos e qualas, frutos de suas novas pesquisas, o artista substituiu na sustentação de suas criações parafusos por arames de aço inoxidável e argolas metálicas, produzindo tramas flexíveis. As esculturas, que antes eram feitas com ripas de madeira ou alumínio, organizadas em progressões verticais ou horizontais agora tem como ponto de partida pequenos quadrados de alumínio. As porcas e parafusos que mantinham os quadrados unidos, foram substituídos por arames e argolas, como já foi dito. Nos flexos, o ponto de partida são planos construídos unindo todos os quadrados com amarrações de arame, depois o artista o artista torce os planos transformando-os em planos que ocupam o espaço. A torção fica no limite que as amarrações que sustentam o plano conseguem sustentar, uma vez que fletir significa dobrar, vergar. No conjunto de obras intituladas qualas, o arame deu lugar a pequenas argolas como elemento de ligação entre as partes.
Em 2014, ele apresenta na Galeria Marcia Barrozo do Amaral os “Quasos”.
Esculturas criadas a partir de 2014, são objetos que inovam ao usar parafusos de diversos comprimentos para articular os módulos de modo a permitir mobilidade Nessas obras, há uma estratégica pulsão desconstrutiva. Os quasos são sua nova expressão, onde as estruturas prévias são desconstruídas em seus próprios elementos, quadrados e parafusos.
Com essas novas pesquisas, Ascânio MMM apresenta uma nova forma de manipular os parafusos: se antes eram apertados, agora são deixados frouxos, o que resulta em estruturas maleáveis. À extraordinária coerência de uma obra construtiva, o escultor propõe a ativação do pensamento visual por desvios.
Em 2015, mostra “Flexos e quasos” na AM Galeria de Arte. Guilherme Bueno coloca como uma questão chave de concepção da escultura de Ascânio a  artesania do trabalho. Mesmo quando o artista trabalha com  materiais industriais, ele deixa brechas intuitivas como um arquiteto que não submete totalmente a obra ao seu projeto Nota também, como outros críticos, a influência do livro Modulor de Le Corbusier e do arquiteto Frank Lloyd Wright.
Na exposição na Simões de Assis Galeria de Arte, em 2016, o curador e crítico Felipe Scovino retomou o esforço de Paulo Herkenhoff na publicação de Ascânio MMM: Poética da Razão, o principal documento sobre a obra do artista, em reparar a figura de Ascânio para a crítica e a história da arte brasileira.
Essa primeira exposição do artista em Curitiba funciona como uma retrospectiva - palavra que o próprio artista não simpatiza, uma vez que o fato de se referir ao passado não se aplica para artistas que ainda estão em plena atividade de seu pensamento - que reafirma o compromisso estético do artista que marcou a transição do moderno ao contemporâneo do construtivismo brasileiro.
Scovino destaca a influência de Lygia Pape, artista muito próxima de Ascânio, sobretudo no que diz respeito aos Relevos e Tecelares; Lygia Clark, com suas Superfícies Moduladas e a relação entre volume, arquitetura e participação nos Bichos; e também de Franz Weissmann, a quem o artista considera o maior escultor da arte brasileira.
Sobre esse último, o crítico detalha como ele abdica do pedestal, sustenta a obra diretamente no chão, repete módulos vazados, usa novos materiais desconhecidos no Brasil para a escultura, como ferro e alumínio, cuja maior expressão seria Torre neoconcreta.
O texto “As invenções de Ascânio” menciona ainda o círculo de proximidade de Ascânio com artistas da ENBA na década de 60  e contato com o livro Candilis Josic Woods: uma década de arquitectura y urbanismo, de Jürgen Joedicke, que seria uma referência seminal para sua obra.
Além disso, mostra como o artista se interessou por arquitetos que contemplavam um programa social de habitações populares, como Reidy, que não propunha uma escultura como monumento ou triunfo histórico, como mostra as críticas de Ascânio às estátuas do Rio de Janeiro. Ao contrário,  Ascânio MMM está interessado em intervir no espaço público para proporcionar uma experiência sensível do espectador.
Outros traços que merecem ser ressaltados do texto é a reafirmação de que o artista não seguiu modismos e repetições, se desenvolvendo como herdeiro do neoconcretismo, mas estabelecendo novos parâmetros para a arte abstrato-geométrica; a fusão da luz e da cor; a fluidez com a qual rigor e delicadeza se interpenetram ;  o habitar do espaço tridimensional como compromisso com o espectador e característica sonora e lúdica de sua obra , que privilegia o gozo em detrimento da função
Já Paulo Miyada, no catálogo para a exposição “As medidas dos corpos” na Casa Triângulo,  destaca três elementos caros à práxis do artista: o sofisticado jogo de escalas e espacialidades, a influência definitiva do Modulor, como já havia sido notado anteriormente pela crítica e salienta a importância da prática diária do ateliê, espaço que o artista continua frequentando todos os dias da semana.

## Biografia
Ascânio é um artista nascido no litoral norte de Portugal, em uma aldeia com pouco mais de 3000 habitantes, e radicado no Rio de Janeiro desde 1959, quando chegou com 17 anos para se instalar com sua família. É casado e pai de duas filhas. Trabalha diariamente no seu ateliê, na zona central da cidade, participa de diversas exposições no Brasil e no mundo. É considerado um dos grandes escultores da arte brasileira. 

### Os primeiros passos do artista: Infância
O período da infância do artista é fundamental para entender características marcantes de sua obra, permeada por influências implícitas que dizem respeito ao seu círculo familiar, a sua vila natal e às contingências implicadas durante essa fase da vida.
Fão era uma vila que havia crescido em torno de um estaleiro, principal atividade econômica da região, que entrara em franca decadência, o que fez um contingente significativo de habitantes da vila emigrar para o Brasil. Seu tio-avô José Linhares mantinha na casa em que ambos residiam uma pequena oficina; marcenaria que funcionava como uma ocupação para ele, espaço que se tornou motivo de fascínio para Ascânio quando era criança. O artista conta, em depoimento para Paulo Herkenhoff, que morava na mesma casa que seu tio-avô porque ele, junto com sua tia-avó, criara a sua mãe, já que a mãe dela havia morrido quando ela tinha apenas 5 anos. Depois de casada ela continuara vivendo com o casal de tios que a criara e o filho Ascânio cresceu, então, nessa mesma casa. Como conta em depoimento para Paulo Herkenhoff no livro Ascânio MMM: a poética da razão: “Havia também uma plaina curiosa: ela tinha duas regulagens nos dois extremos que tornavam-na côncava ou convexa, talvez para aplainar as cavernas dos barcos. Eu quis trazê-la comigo como recordação, mas ela foi incluída no lote de ferramentas que foi vendido quando viemos para o Rio. Nas paredes havia várias réguas retas e curvas e esquadros de madeira grandes, grandes serras manuais (traçadores) para cortar troncos de árvores, etc. Evidentemente, surgiram lá, vindas do estaleiro. Eu, criança, ficava me perguntando qual era a função de cada peça, para que servia todo aquele aparato. Quando ele morreu eu tinha 12 anos. Foi assim que me familiarizei com as ferramentas: martelo, serrote, formões, máquina de furar, plaina, etc. As ferramentas eram uma espécie de brinquedo para mim. Os atos de serrar, pregar, furar eram suficientes. Mexer com a madeira e as ferramentas tornou-se familiar. Isso foi muito importante, quando comecei na arte, para eu fazer os meus primeiros objetos de madeira em 1964.”
Alem disso, um trabalho em uma loja de ferragens na adolescência acabou por intensificar para o artista o fascínio pela construção.
Há também um fato determinante citado no mesmo livro no qual Ascânio encontra uma abertura fundamental para o que viria a ser o seu trabalho tanto como arquiteto quanto artístico. Ao entrar em uma casa de veraneio no pinhal de Fão, construída no bojo da arquitetura modernista portuguesa da década de 50 e totalmente distinta da paisagem arquitetônica com a qual Ascânio estava habituado, onde predominavam casas pintadas de branco com salas repletas de móveis e retratos que mais pareciam museus, o artista tem seu primeiro contato com o modernismo. Tal qual uma epifania, o livro de Herkenhoff mostra como, aos 12 anos de idade, Ascânio “teve a intuição do espaço moderno” que viria a ser definitiva na sua carreira. 
Desde muito cedo, o artista já se confronta com o conservadorismo da Igreja Católica portuguesa influenciado pelas primeiras leituras dos romances Os maias, O crime do padre Amaro e O primo Basílio de Eça de Queiroz. Desenvolve uma certa inquietude pelas velhas formas, traço que o impele na direção de uma vocação para a arquitetura – decisão tomada aos 12 anos de idade -  e, posteriormente, para as artes plásticas.
Toda essa conjuntura apareceria como influências na obra de Ascânio MMM: os brancos da arquitetura local; o apreço pelo uso das ferramentas; o contato fortuito com o modernismo; o repúdio às estruturas antigas e forças conservadoras.
Não por acaso, o período da infância do artista tem papel de destaque em diversas entrevistas que concede para catálogos e veículos de informação, tendo em vista a importância que essa fase conferiu à obra do artista.

## Crítica
Segundo o crítico Paulo Herkenhoff, a obra do artista se caracteriza por promover uma interação entre filosofia, matemática, arte e arquitetura.
“Depois do Bicho de Clark, Ascânio MMM opera inovadoramente com o toque na geometria e sua reorganização pelo espectador, que passa por etapas de desordem e desejo de ordem, experiência lúdica com a forma, a noção de forma aberta. Ascânio é o artista da fenomenologia do toque construtivo por excelência. Com Caixa 2 (1969), expõe a “vontade construtiva” na recepção do fenômeno estético por seu sujeito percepcional. Tocar não é abdicar da geometria, mas reiterar o desejo de ordem. (...) Depois das estruturas construtivas manipuláveis de Clark, Oiticica, Pape e Willys de Castro, Ascânio e Paulo Roberto Leal – o toque é a vivificação da forma orgânica na experiência (e não sua fruição passiva exclusiva pelo olhar), encontro do corpo com o mundo".
Outros críticos, como Paulo Sérgio Duarte, já haviam observado a importância da lógica e da matemática nas curvas propostas por Ascânio.

## Exposições, prêmios e coleções (por ordem cronológica)[23]

### Principais individuais
1969  Galeria Celina, Rio de Janeiro
1972  Galeria Grupo B, Rio de Janeiro
1976    Galeria Arte Global, São Paulo
           MAM – Museu de Arte Moderna do Rio de Janeiro
1979    Skultura Galeria de arte , São Paulo
1981   Galeria Paulo Klabin, Rio de Janeiro
1986   Galeria Petite Galerie, Rio de Janeiro
1989    Galeria 111, Lisboa, Portugal 
           Instituto de Arquitetos do Brasil, Rio de Janeiro
1990    Galeria Zen, Porto, Portugal
1991   Piramidais, Subdistrito Comercial de Arte, São Paulo
1994    Grandes piramidais, Museu de Arte Moderna do Rio de Janeiro -MAM
            Grandes piramidais, Palácio das Artes, Belo Horizonte, Minas Gerais
             Retrospectiva, Galeria AM, Belo Horizonte, Minas Gerais 
1995     Piramidais, Galeria 111, Lisboa, Portugal
1996     MASP – Museu de Arte Moderna de São Paulo, São Paulo
1997    Atelier Finep, Paço Imperial, Rio de Janeiro
1999     Piramidais III, Museu de Arte Moderna do Rio de janeiro Galeria Coletânea, Rio de Janeiro
2001       Galeria do Poste, Niterói
2005     Dan Galeria, São Paulo
              Casa  de Arte e Cultura Julieta de Serpa, Rio de Janeiro
2008    Flexos e Qualas, Museu de Arte Moderna, Rio de Janeiro
            Márcia Barrozo Galeria de Arte, Rio de Janeiro
2014     Quasos, Galeria Márcia Barrozo do Amaral, Rio de Janeiro
2015     Flexos e Quasos, AM Galeria, Belo Horizonte
2016      Simões de Assis Galeria de Arte, Curitiba
              Casa Triângulo, São Paulo

### Principais exposições coletivas
1966   I Salão Abril, MAM – Museu de Arte Moderna do Rio de Janeiro
          XV Salão Nacional de Arte Moderna, MEC, Rio de Janeiro
           III Salão de Arte Moderna do Distrito Federal, Brasília
           VIII Mostra de Modelagem da ENBA, Rio de Janeiro
1967   XVI Salão Nacional de Arte Moderna, MEC, Rio de Janeiro
           I Salão de Artes Plásticas da FAU UFRJ
           IX Bienal de São Paulo
            I Salão Nacional de Pintura Jovem, Hotel Quitandinha, Petrópolis, RJ
1968   7 Novíssimos 68, Galeria Ibeu, Rio de Janeiro
           II Salão ESSO, MAM – Museu de Arte Moderna do Rio de Janeiro
           XVII Salão Nacional de Arte Moderna, MEC, Rio de Janeiro
           II Bienal da Bahia, Salvador, Bahia
           II Salão de Arte Universitária da PUC-Rio
           I Salão Nacional de Arte Universitária de Belo Horizonte
1969   XVII Salão Nacional de Arte Moderna, MEC
          Pré-Bienal de Paris, MAM – Museu de Arte Moderna do Rio de Janeiro
          Salão da Bússola, MAM – Museu de Arte Moderna do Rio de Janeiro
1970    XIX Salão Nacional de Arte Moderna, MEC, Rio de Janeiro
           O objeto como tema, Galeria Ibeu, 1970
           VIII Resumo JB, MAM, Museu de Arte Moderna do Rio de Janeiro
            II Salão de Nacional de Arte Contemporânea, Belo Horizonte
           II Panorama de Arte Atual Brasileira, MAM- Museu de Arte Moderna, São Paulo
1971     XX Salão Nacional de Arte Moderna, MEC, Rio de Janeiro
              I Salão Eletrobrás MAM Rio de Janeiro
             Coletiva Grupo B, Rio de Janeiro
             Domingos de Criação, MAM, Rio de Janeiro
1972      Protótipos e Múltiplos, Petite Galerie, Rio de Janeiro
              IV Panorama da Arte Atual Brasileira, MAM – Museu de Arte Moderna, São Paulo
              XXI Salão Nacional de Arte Moderna
             Coletiva de Múltiplos New Style – Rio de Janeiro
             Exposição de Múltiplos, Múltipla Galeria, São Paulo
            Arte/Brasil/Hoje: 50 anos, Galeria Collectio, São Paulo
1973     XXII Salão Nacional de Arte Moderna, MEC, Rio de Janeiro
             Salão de Arte contemporânea de Belo Horizonte
             Galeria de Arte Ipanema, Rio de Janeiro
1975      VII Panorama de Arte Atual Brasileira, MAM – Museu de Arte Moderna de São Paulo
            Galeria Contorno
1977     Encontro Nacional de Escultores, Secretaria de Cultura, Ouro Preto, Minas Gerais
              I Exposição de Escultura ao Ar Livre – SESC da Tijuca
1978      I Salão Nacional de Artes Plásticas, MEC, Rio de Janeiro
              O Objeto na arte: Brasil Anos 60, Museu da FAAP, São Paulo
1979      XV Bienal de São Paulo
1980      Casa Grande Galeria de Arte, Goiânia, Goiás
1981       Do Moderno ao Contemporâneo – Coleção Gilberto Chateaubriand, MAM – Museu de Arte Moderna, Rio de Janeiro
1982       100 anos de Escultura no Brasil, MASP – Museu de Arte Moderna de São Paulo, São Paulo
              Brasil – 60 anos de Arte Moderna – Coleção Gilberto Chateaubriand, Fundação Calouste Gulbekian, Lisboa, Portugal
1984       Retrato e Autoretrato da Arte Brasileira – Coleção Gilberto Chateaubriand, MAM – Museu de Arte Moderna, São Paulo
             Portrait of Country – Brazilian Modern Art from Gilberto Chateaubriand, Barbican Center, Londres, Inglaterra
             Madeira Matéria de Arte, MAM – Museu de Arte Moderna, Rio de Janeiro
1985       Uma questão de ordem, Galeria da UFF, Niterói
               Panorama da Arte Atual Brasileira – Formas Tridimensionais, MAM – Museu de Arte Moderna, São Paulo
               Fazer e seus modos, Museum, Rio de Janeiro
               Galeria Paulo Klabin, em São Paulo
1986        Depoimento de uma geração 1969/1970, Galeria Banerj, Rio de Janeiro
                Primeira Exposição Internacional de Esculturas Efêmeras, Fundação Demócrito Rocha, Fortaleza
1987       Ao Colecionador, MAM- Museu de Arte Moderna, Rio de Janeiro
1988      Uma Escultura para o Mar de Angra , Escola de Artes Visuais do Rio de Janeiro
1989         I Fórum de Arte Contemporâneo, Fórum Picoas, Lisboa, Portugal
1992         Arte Brasileira na Coleção: Anos 70/90, MAC- Museu de Arte Contemporânea, São Paulo
1992       Galeria de Arte da UFF, Niterói
1994        Primeira Exposição Comemorativa dos 30 anos da Galeria, Galeria 111, Lisboa, Portugal
1996      Projeto Eventos Especiais – 3 Dimensões, Galeria Sérgio Milliet, Rio de Janeiro
              Arte e Espaço Urbano, Itamaraty, Brasília
             Piramidais, Museu de Arte de São Paulo
1997       I Bienal do Mercosul, Porto Alegre, Rio Grande do Sul
               Tridimensionalidade na Arte Brasileira do Século XX, Instituto Cultural Itaú, São Paulo
                Arts Plastique Contemporains du Brésil, Musée Nicolas Sursock, Beirute,
1999         Portugal Mar sem Fim, Museu de Arte Contemporâneo do Ceará
2000          Novas Aquisições/ Coleção Gilberto Chateaubriand
                 MAM, Museu de Arte Moderna do Rio de Janeiro
                  IBEU/ Sessenta anos de Arte, Galeria do IBEU, Rio de Janeiro
2002            Caminhos do Contemporâneo: 1952/2002, Paço Imperial, Rio de Janeiro
2005            Rio Concreto, Galeria Theodor Lindner, Rio de Janeiro
                   Chroma, MAM – Museu de Arte Moderna,, Rio de Janeiro
2006            Homo Ludens, Do Faz de conta à vertigem, Instituto Itaú Cultural,  São Paulo
2007             Arte como questão – Anos 70, Instituto Tomie Ohtake, São Paulo
                    Poética da Percepção, Espaço Cultural Vivo, São Paulo
                 Coleção Manuel de Brito, Algés, Lisboa, Portugal
2008          Lá Fora, Museu da Presidência da República, Viana do Castelo, Portugal
                  Cor e Forma, Simões de Assis Galeria de Arte, Curitiba, 
                  Panorama dos Panoramas, MAM - Museu de Arte Moderna, São Paulo
                  MAM 60 anos, MAM- Museu de Arte Moderna, Rio de Janeiro
                  Arte Contemporânea e Patrimônio, Paço Imperial, Rio de Janeiro
2010          Cor e Forma II, Simões de Assis, Galeria de Arte, Curitiba, Paraná
                  Arquivo Geral, Centro de Artes Helio Oiticica e Centro Carioca de Design, Rio de Janeiro
2011         Vieira da Silva/ Arpad Szenes e a ruptura do espaço na arte brasileira, Instituto Tomie Ohtake, São Paulo
                Gigante por la própria naturaleza,Instituto Valenciano de Arte Moderno, Valência, Espanha
2012          Geometria da Transformação – Arte construtiva Brasileira na Coleção Fadel, Museu Nacional da Esplanada dos Ministérios, Brasília
                  Vontade Construtiva na Coleção Fadel, MAR – Museu de Arte do Rio, Rio de Janeiro
      O abrigo e o terreno: Arte e sociedade no Brasil I, MAR – Museu de Arte do Rio, Rio de Janeiro
                   Mitologias por procuração, MAM – Museu de Arte Moderna de São Paulo
2014           Cromofobia, Museo de Arte Contemporáneo de Buenos Aires, Argentina
                   Abstrações na Coleção Fundação Edson Queiroz e Coleção Roberto Marinho, Fortaleza
                   Vontade Construtiva na Coleção Fadel , Museu de Arte Moderna ,São Paulo
                    Encontro dos Mundos, MAM – Museu de Arte Moderna, São Paulo
2015            10 Bienal do Mercosul, Porto Alegre, Rio Grande do Sul
                    Sotto Voce, Dominique Lévy Gallery, Londres, Reino Unido
                     Museu Dançante, MAM – Museu de Arte Moderna, São Paulo

### Principais prêmios
1978       Prêmio Viagem ao exterior , I Salão Nacional de Artes Plásticas, MEC, Rio de Janeiro
1972         Grande Prêmio para Escultura, IV Panorama da Arte Atual Brasileira , MAM   Museu de Arte Moderna, São Paulo
1971        Prêmio de Aquisição, I Salão da Eletrobrás, MAM – Museu de Arte Moderna, São Paulo
1970        Prêmio de Aquisição, XIX Salão Nacional de Arte Moderna, MAM – Museu de Arte Moderna, Rio de Janeiro
1969       Prêmio de Aquisição, Salão da Bússola, MAM – Museu de Arte Moderna do Rio de Janeiro
1968         Prêmio pesquisa , II Salão de Universitário da PUC-Rio
1968         Prêmio de Isenção de Júri
1967          Primeiro prêmio para pintura e primeiro prêmio para escultura, I Salão da Faculdade de Arquitetura e Urbanismo UFRJ
1966          Prêmio escultura não figurativa, II Exposição Geral de Belas Artes ( ENBA-UFRJ)

### Obras em museus e instituições
Museu de Arte Contemporânea de São Paulo – MAC, São Paulo
Museu de Arte Moderna, MAM, São Paulo
Pinacoteca do Estado de São Paulo
Itaú Cultural, São Paulo
Museu de Arte do Rio – MAR, Rio de Janeiro
Museu de Arte Moderna, MAM, Rio de Janeiro
Museu Nacional de Belas Artes, Rio de Janeiro
Instituto São Fernando – Coleção Ronaldo César Coelho, Rio de Janeiro
Museu de Arte do Rio Grande do Sul, MARGS, Porto Alegre
Museu Oscar Niemeyer, MON, Curitiba
Fundação Edson Queiroz, Fortaleza, Brasil
Museo de Arte Contemporáneo de Buenos Aires, Argentina

### Principais esculturas públicas
Centro Empresarial Rio, Praia de Botafogo, Rio de Janeiro
Edifício Sede GlaxoSmithKline, Rio de Janeiro
Prefeitura da Cidade do Rio de Janeiro, Cidade Nova
Praça da Sé, São Paulo
Jardim da Luz, Pinacoteca do Estado de São Paulo
Nissin Corporation Building, Tóquio, Japão
Edifício Sede da Caixa Geral de Depósitos, Lisboa, Portugal
Piramidal, Largo do Cortinhal, Fão, Portugal
A Noiva, Alameda do Bom Jesus, Fão

### Coleções privadas
Gilberto Chateaubriand, Rio de Janeiro
Sérgio Fadel, Rio de Janeiro
Manuel de Brito, Lisboa, Portugal
Norman Foster, Londres, Reino Unido

Peter Klimt, Londres, Reino Unido